# Ectropis insulsa
Ectropis insulsa là một loài bướm đêm trong họ Geometridae.